# Ayuntamiento de Almería
El Ayuntamiento de Almería es la institución que se encarga del gobierno de la ciudad y del gobierno del municipio de Almería, España.
Es una de las cuatro administraciones públicas con responsabilidad en la ciudad de Almería, junto a la Administración General del Estado de España, la Junta de Andalucía y la Diputación de Almería.
El consistorio está presidido por el alcalde de Almería, que desde 1979 es elegido democráticamente por sufragio universal. Actualmente ocupa dicho cargo Dña. María del Mar Vázquez Agüero, del Partido Popular. Se convirtió en la primera alcaldesa en la historia de la ciudad desde que en septiembre de 2022 tomase el testigo de Ramón Fernández-Pacheco Monterreal, quien dejó el cargo al ser nombrado consejero de Sostenibilidad, Medio Ambiente y Economía Azul de la Junta de Andalucía.
El edificio se encuentra en la plaza de la Constitución (plaza Vieja), y es una obra de Trinidad Cuartara Cassinello. Desde 2005 hasta 2024, estuvo parcialmente cerrado por estar en obras, ubicándose temporalmente el Ayuntamiento en el antiguo Preventorio de Almería, frente a la estación intermodal de Almería.
Desde el carrillón del ayuntamiento se puede escuchar el Fandanguillo de Almería, composición de Gaspar Vivas.

## Alcaldes
| Periodo   | Nombre                                                                                  | Partido                                  |
| --------- | --------------------------------------------------------------------------------------- | ---------------------------------------- |
| 1979-1983 | Santiago Martínez Cabrejas                                                              | Partido Socialista Obrero Español (PSOE) |
| 1983-1987 | Santiago Martínez Cabrejas                                                              | Partido Socialista Obrero Español (PSOE) |
| 1987-1991 | Santiago Martínez Cabrejas                                                              | Partido Socialista Obrero Español (PSOE) |
| 1991-1995 | Fernando Martínez López                                                                 | Partido Socialista Obrero Español (PSOE) |
| 1995-1999 | Juan Francisco Megino López                                                             | Partido Popular (PP)                     |
| 1999-2003 | Santiago Martínez Cabrejas                                                              | Partido Socialista Obrero Español (PSOE) |
| 2003-2007 | Luis Rogelio Rodríguez-Comendador                                                       | Partido Popular (PP)                     |
| 2007-2011 | Luis Rogelio Rodríguez-Comendador                                                       | Partido Popular (PP)                     |
| 2011-2015 | Luis Rogelio Rodríguez-Comendador                                                       | Partido Popular (PP)                     |
| 2015-2019 | Luis Rogelio Rodríguez-Comendador (2015) Ramón Fernández-Pacheco Monterreal (2015-2019) | Partido Popular (PP)                     |
| 2019-2023 | Ramón Fernández-Pacheco Monterreal(2019-2022) María del Mar Vázquez Agüero (2022-2023)  | Partido Popular (PP)                     |
| 2023-act. | María del Mar Vázquez Agüero                                                            | Partido Popular (PP)                     |

## Pleno
| Partido político    | Partido político                                                     | 2023   | 2019   | 2015   | 2011   | 2007   | 2003   | 1999   | 1995   | 1991   | 1987   | 1983   | 1979   |
| Partido político    | Partido político                                                     | Ediles | Ediles | Ediles | Ediles | Ediles | Ediles | Ediles | Ediles | Ediles | Ediles | Ediles | Ediles |
|                     | Partido Popular (PP)-Alianza Popular (AP)                            | 15     | 13     | 13     | 18     | 13     | 11     | 13     | 14     | 10     | 8      | 8      | 0      |
|                     | Partido Socialista Obrero Español (PSOE)                             | 7      | 9      | 9      | 7      | 11     | 10     | 12     | 9      | 12     | 12     | 18     | 10     |
|                     | Vox                                                                  | 4      | 2      | 0      | —      | —      | —      | —      | —      | —      | —      | —      | —      |
|                     | Con Andalucía-Izquierda Unida (IU)-Partido Comunista de España (PCE) | 1      | 0      | 2      | 2      | 1      | 1      | 2      | 4      | 3      | 3      | 1      | 3      |
|                     | Ciudadanos (CS)                                                      | 0      | 2      | 3      | —      | —      | —      | —      | —      | —      | —      | —      | —      |
|                     | Podemos                                                              | CA     | 1      | —      | —      | —      | —      | —      | —      | —      | —      | —      | —      |
|                     | Partido Andalucista (PA)-Espacio Plural Andaluz (EP-And)             | —      | —      | —      | 0      | 0      | 0      | 0      | 0      | 2      | 0      | 0      | 3      |
|                     | Grupo Independiente por Almería (GIAL)                               | —      | —      | —      | —      | 2      | 5      | —      | —      | —      | —      | —      | —      |
|                     | Centro Democrático y Social (CDS)-Unión de Centro Democrático (UCD)  | —      | —      | —      | —      | —      | —      | —      | —      | 0      | 4      | —      | 11     |
| Total de concejales | Total de concejales                                                  | 27     | 27     | 27     | 27     | 27     | 27     | 27     | 27     | 27     | 27     | 27     | 27     |

## Acuerdos de investidura o coaliciones de gobierno
| Mandato   | Partidos implicados                    | Concejales |
| --------- | -------------------------------------- | ---------- |
| 1979-1983 | PSOE + PSA + PCE                       | 16/27      |
| 1983-1987 | Gobierno del PSOE con mayoría absoluta | 18/27      |
| 1987-1991 | PSOE + IU-LV-CA                        | 15/27      |
| 1991-1995 | PSOE + IU-LV-CA                        | 15/27      |
| 1995-1999 | Gobierno del PP con mayoría absoluta   | 14/27      |
| 1999-2003 | PSOE + IU-LV-CA                        | 14/27      |
| 2003-2007 | PP + GIAL                              | 16/27      |
| 2007-2011 | PP + GIAL                              | 15/27      |
| 2011-2015 | Gobierno del PP con mayoría absoluta   | 18/27      |
| 2015-2019 | Gobierno del PP en minoría             | 13/27      |
| 2019-2023 | Gobierno del PP en minoría             | 13/27      |
| 2023-2027 | Gobierno del PP con mayoría absoluta   | 15/27      |

Equipo de Gobierno 2.023-2.027
Alcaldesa: María del Mar Vázquez Agüero
Primera Teniente de Alcaldesa y Concejal de Obras Públicas, Mantenimiento, Accesibilidad y Economía Azul: María Sacramento Sánchez Marín
Segunda Teniente de Alcaldesa y Concejal de Urbanismo y Vivienda: Eloísa María Cabrera Carmona
Tercer Teniente de Alcaldesa y Concejal de Agua, Zonas Verdes y Agricultura: Juan José Segura Román
Concejal de Ciudad Activa, Movilidad Urbana y Deporte: Antonio Jesús Casimiro Andújar
Concejal de Sostenibilidad Medioambiental y Energética: Antonio Urdiales Matilla
Concejal de Cultura, Tradiciones y Fiestas Mayores: Diego Cruz Mendoza
Concejal de Economía, Innovación y Contratación: Vanesa Lara de la Cruz
Concejal de Función Pública y Seguridad Ciudadana: María del Mar García-Lorca Fernández
Concejal de Familia, Inclusión e Igualdad: Paola Laynez Guijosa
Concejal de Turismo, Comunicaciones y Promoción de la Ciudad: Joaquín Pérez de la Blanca Pradas
Concejal de Empleo, Comercio, Juventud y Emprendimiento: Lorena del Mar Nieto Martínez
Concejal de Integración Social, Participación y Distritos: Óscar Bleda Parrado
Concejal de Presidencia, Planificación y Proyectos Europeos: Amalia María Martín Giménez

## Resultados electorales históricos
| Partido político                                                     | 2023             | 2023             | 2023             | 2019   | 2019  | 2019       | 2015   | 2015  | 2015       | 2011   | 2011  | 2011       | 2007   | 2007  | 2007       | 2003   | 2003  | 2003       | 1999   | 1999  | 1999       | 1995   | 1995  | 1995       | 1991   | 1991  | 1991       | 1987   | 1987  | 1987       | 1983   | 1983  | 1983       | 1979   | 1979  | 1979       |
| Partido político                                                     | %                | Votos            | Concejales       | %      | Votos | Concejales | %      | Votos | Concejales | %      | Votos | Concejales | %      | Votos | Concejales | %      | Votos | Concejales | %      | Votos | Concejales | %      | Votos | Concejales | %      | Votos | Concejales | %      | Votos | Concejales | %      | Votos | Concejales | %      | Votos | Concejales |
| Partido Popular (PP)-Alianza Popular (AP)                            | 37 577           | 48,77            | 15               | 34 087 | 43,45 | 13         | 29 935 | 40,36 | 13         | 44 785 | 58,50 | 18         | 32 725 | 45,52 | 13         | 31 461 | 39,91 | 11         | 35 169 | 46,49 | 13         | 40 530 | 48,81 | 14         | 20 965 | 34,18 | 10         | 16 756 | 16,28 | 8          | 16 451 | 29,47 | 8          | 1805   | 3,68  | 0          |
| Partido Socialista Obrero Español (PSOE)                             | 18 156           | 23,56            | 7                | 23 588 | 30,07 | 9          | 20 027 | 27,00 | 9          | 17 474 | 22,82 | 7          | 26 465 | 36,81 | 11         | 26 477 | 32,74 | 10         | 30 932 | 40,89 | 12         | 25 725 | 30,98 | 9          | 24 796 | 40,43 | 12         | 25 695 | 40,30 | 12         | 33 952 | 60,82 | 18         | 15 956 | 32,52 | 10         |
| Vox                                                                  | 10 131           | 13,14            | 4                | 6095   | 7,77  | 2          | 302    | 0,41  | 0          | —      | —     | —          | —      | —     | —          | —      | —     | —          | —      | —     | —          | —      | —     | —          | —      | —     | —          | —      | —     | —          | —      | —     | —          | —      | —     | —          |
| Con Andalucía-Izquierda Unida (IU)-Partido Comunista de España (PCE) | 3996             | 5,25             | 1                | 3306   | 4,21  | 0          | 5180   | 6,98  | 2          | 6615   | 8,85  | 2          | 3756   | 5,22  | 1          | 4851   | 6,01  | 1          | 6028   | 7,97  | 2          | 12 945 | 15,59 | 4          | 5798   | 9,45  | 3          | 8077   | 12,67 | 3          | 3590   | 6,43  | 1          | 5797   | 11,81 | 3          |
| Ciudadanos (CS)                                                      | 1286             | 1,66             | 0                | 6019   | 7,67  | 2          | 7422   | 10,01 | 3          | —      | —     | —          | —      | —     | —          | —      | —     | —          | —      | —     | —          | —      | —     | —          | —      | —     | —          | —      | —     | —          | —      | —     | —          | —      | —     | —          |
| Podemos                                                              | En Con Andalucía | En Con Andalucía | En Con Andalucía | 4152   | 5,29  | 1          | —      | —     | —          | —      | —     | —          | —      | —     | —          | —      | —     | —          | —      | —     | —          | —      | —     | —          | —      | —     | —          | —      | —     | —          | —      | —     | —          | —      | —     | —          |
| Partido Andalucista (PA)-Espacio Plural Andaluz (EP-And)             | —                | —                | —                | —      | —     | —          | —      | —     | —          | 0,57   | 422   | 0          | 1,24   | 947   | 0          | 2011   | 2,45  | 0          | 1886   | 2,45  | 0          | 1161   | 1,40  | 0          | 3922   | 6,39  | 2          | 1861   | 2,92  | 0          | 1035   | 1,85  | 0          | 5389   | 10,98 | 3          |
| Grupo Independiente por Almería (GIAL)                               | —                | —                | —                | —      | —     | —          | —      | —     | —          | —      | —     | —          | 13 823 | 17,09 | 5          | 13 823 | 17,09 | 5          | —      | —     | —          | —      | —     | —          | —      | —     | —          | —      | —     | —          | —      | —     | —          | —      | —     | —          |
| Centro Democrático y Social (CDS)-Unión de Centro Democrático (UCD)  | —                | —                | —                | —      | —     | —          | —      | —     | —          | —      | —     | —          | —      | —     | —          | —      | —     | —          | —      | —     | —          | —      | —     | —          | 1573   | 2,56  | 0          | 9293   | 14,58 | 4          | —      | —     | —          | 18 164 | 37,02 | 11         |

## Barrios
Por orden el alfabético establecido por el nombre de las zonas de la ciudad, definidas por su ayuntamiento, los barrios de la capital almeriense son:
Zona A
- Ciudad Jardín.
- Cortijo Grande.
- Nueva Almería: es un barrio de reciente creación en la parte más oriental de la ciudad. Se extiende junto a la playa desde la avenida del Mediterráneo, antigua ubicación del recinto ferial en agosto, y el Auditorio Maestro Padilla hasta las inmediaciones de la desembocadura del río Andarax. Este surgió como un barrio de casitas pequeñas unifamiliares con algunos pequeños jardines en torno a la antigua Térmica, nombre coloquial dado a una central térmica de la Compañía Sevillana de Electricidad ubicada a la orilla de la playa con una altísima chimenea que podía verse desde muchos kilómetros de distancia y junto a un antiguo hotel de 13 alturas (totalmente desacorde con la arquitectura de la zona) que posteriormente se convirtió en residencia de ancianos (hoy en día derribado), por lo que se conoce a la playa de la zona como de los viejos o de los ancianos. En los últimos años la zona se ha revalorizado con la reestructuración urbanística fruto del derribo de la antigua central térmica y el reacondicionamiento del paseo marítimo además de los inicios de la nueva avenida de la Vega de Acá que promete ser una de las vías que mejoren la comunicación de la ciudad hacia la zona oriental de la provincia.
- Tagarete.
- El Zapillo. Barrio situado en la costa. Su territorio comprende aproximadamente el triángulo formado por la Avenida del Mediterráneo, Paseo Marítimo y Avenida Juan XXIII/calle San Juan de Ávila. Fue tradicionalmente un barrio de pescadores, pero se ha desarrollado espectacularmente en los últimos 20 años. Por el barrio transcurren dos avenidas que recorren gran parte de la ciudad, la avenida del Cabo de Gata y la avenida del Mediterráneo; ambas convergen junto al Auditorio Maestro Padilla, junto a la playa, en un punto clave del desplazamiento hacía la Universidad de Almería. Entre los equipamientos públicos de la zona destacan el Auditorio Maestro Padilla, el Estadio de la Juventud Emilio Campra, el Pabellón de la Juventud, el albergue juvenil y las pistas polideportivas situadas en el Recinto Ferial de la ciudad, en donde próximamente se tiene planeado la construcción de la Ciudad de las Artes. La parroquia del barrio es la de San Pio X.
- 500 viviendas.

Zona B
- Casco Histórico. Comprende los límites que van desde Pescadería hasta la calle Real, donde comienza la considerada zona Centro y hasta la Puerta de Purchena, formando una amplia zona que a su vez se puede subdividir en otras tantas más pequeñas como la Catedral, la Almedina, el Ayuntamiento, etc.
- Castell del Rey.
- Centro / Paseo.
- Cerro de San Cristóbal.
- La Chanca. Es el barrio más popular de la ciudad. Muy conocido en el exterior por estar presente en obras literarias y periodísticas como las de Juan Goytisolo. Sus calles aún conservan rasgos de la Almería islámica y sus tradicionales casas-cueva. Su población principalmente es de raza gitana y sufre aún de altos índices de pobreza y analfabetismo. Es un barrio muy pintoresco y una de las visitas más desconocidas de la ciudad.
- Nicolás Salmerón.
- Pescadería-Isla de Alborán. Constituye el origen de la ciudad califal. Sus calles estrechas y sinuosas, la mayoría constituidas en lo que fueron ramblas de los cerros próximos son fiel evidencia de la típica planta urbana de una ciudad musulmana. Tradicionalmente ha sido barrio de pescadores debido a su cercanía al puerto de la ciudad. La iglesia de San Roque y la Iglesia de San Juan el Viejo se localizan en el barrio. A los pies tenemos el mayor parque de la ciudad, el de Nicolás Salmerón. Las calles más típicas son la de la Almedina, la de la Reina y Real; la mayoría de las construcciones de estas calles corresponden con las tradicionales de la ciudad. El barrio concentra un alto número de población gitana y musulmana y consta de múltiples servicios sanitarios, deportivos, pequeños comercios y de ocio. A este barrio pertenece administrativamente la isla de Alborán.

Zona C
- La Almadraba de Monteleva.
- San Miguel de Cabo de Gata.
- Pujaire.
- Ruescas.

Zona D
- Los Almendros.
- Los Ángeles. La Colonia de Los Ángeles está delimitada por la carretera de Granada, el barrio de la plaza de toros y el barrio de Cruz de Caravaca. Barrio humilde en sus inicios, hoy es un crisol de culturas, donde conviven familias establecidas en los años 60 y 70 con inmigrantes llegados de otros países. Tiene una asociación de vecinos muy activa (Asociación de Vecinos La Palmera), un mercado de abastos, centro de salud, etc. Urbanísticamente mezcla los pisos construidos décadas atrás, con viviendas unifamiliares más modernas.
- Araceli.
- Barrio Alto.
- Cruz de Caravaca.
- Piedras Redondas.
- San Félix.

Zona E
- Altamira.
- Nueva Andalucía.
- Oliveros. Barrio al que da nombre la antigua factoría situada a ese lado de la Rambla. En él se encuentra el Centro de Arte Museo de Almería (CAMA), la Biblioteca Francisco Villaespesa, la Estación Intermodal de Almería, la comandancia de la Guardia civil y, provisionalmente, la sede de la Alcaldía.

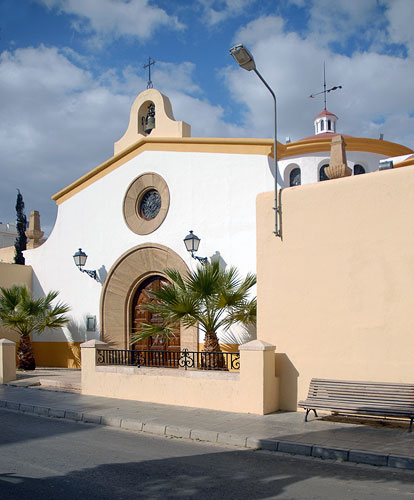
Iglesia de San Isidro, barrio de Regiones

- Regiones. Iglesia de San Isidro, barrio de RegionesRegiones Devastadas. Barrio fundado en 1944 por el Servicio Nacional de Regiones Devastadas y Reparaciones (SNRDR). Su delimitación geográfica comprende desde la carretera de Ronda hasta la Avenida del Mediterráneo, y desde la carretera de Níjar-Los Molinos hasta la calle Padre Méndez. Como edificios principales tiene la Iglesia de San Isidro Labrador, donde tiene la sede canónica la Hermandad de la Estrella, la plaza del Mercado, la nueva comisaría de la policía local, el Hospital de la Cruz Roja. Fue escenario de varias películas, durante la época dorada del cine en Almería. Tiene una Asociación de Vecinos (San Isidro y San Gabriel). En un principio, las edificaciones originales tenían diseños influenciados por el norte de África, pero debido al desarrollismo de los años 1960, se perdieron casi todas las edificaciones, quedando algún resto.

Zona F
- Centro / Rambla.
- La Esperanza.
- Fuentecica-Quemadero. Su parroquia es la de San Francisco de Asís. El barrio se originó a principios del siglo XX con el asentamiento de la población más desfavorecida a las afueras de la ciudad, en las cuevas del entorno, aunque es más que conocida la historia en esta zona de la ciudad con anterioridad. Cuenta con un pequeño mercado en la plaza del Quemadero. La plaza recibe este nombre muy probablemente por la posibilidad de localizarse en la misma el antiguo quemadero de los condenados a muerte por la Inquisición durante la Edad Moderna.
- Plaza de Toros. La fisonomía del barrio está constituida por la plaza de toros que le da nombre, y se podría delimitar entre la avenida de Pablo Iglesias y la Rambla de Belén. La mayoría de los edificios fueron construidos durante la época franquista además de localizar viviendas de la clase obrera, la mayoría hoy abandonadas. Su iglesia es la de San Ildefonso. Como anécdota, el barrio conserva aún la casa perteneciente al pintor Jesús de Perceval.
- Santa Rita.

Zona G
- Las Chocillas.
- El Diezmo.
- Los Molinos.
- El Puche.
- San Luis.
- Torrecárdenas. Es el barrio más al norte del núcleo urbano. Tiene este nombre por la torre de Cárdenas, levantada hacia el siglo XVI en la zona. Cuenta con el hospital más importante de la provincia, llamado igual que el barrio.
- Villablanca.

Zona H
- El Alquián.
- La Cañada de San Urbano. Barriada situada en la periferia de la ciudad, situada a 2 km al este de la misma. Su principal pilar económico procede de la agricultura de invernadero, siendo el tomate el cultivo más destacado. Tradicionalmente ha sido el eje de la Vega de Almería, pulmón agrícola-ganadero de la ciudad. Además su importancia en el cultivo del tomate le ha dado fama siendo considerables las exportaciones de dicho producto. En dicho enclave se encuentran la Universidad de Almería.
- Costacabana.
- Cuevas de los Medinas.
- Cuevas de los Úbedas.
- La Juaida.
- Los Llanos de La Cañada.
- Retamar.
- El Toyo.

## Evolución de la deuda viva municipal
El concepto de deuda viva contempla sólo las deudas con cajas y bancos relativas a créditos financieros, valores de renta fija y préstamos o créditos transferidos a terceros, excluyéndose, por tanto, la deuda comercial.
| Gráfica de evolución de la deuda viva del Ayuntamiento entre 2008 y 2023                          |
|                                                                                                   |
| Deuda viva del Ayuntamiento de Almería, en miles de euros, según datos del Ministerio de Hacienda |